# Eveline Bilaey
Eveline Bilaey (1980) is een Belgisch voormalig volleybalster.

## Levensloop
Bilaey was actief bij Avanti Aalter, alvorens ze in 1997-'98 aansloot bij Asterix Kieldrecht. Met deze club werd ze eenmaal landskampioen (1998) en tweemaal bekerwinnaar (1998 en 1999). Vervolgens sloot ze aan bij VC Schelle.